# Anneke Simons
Anneke Simons – holenderska brydżystka z tytułami World Grand Master w kategorii Kobiet (WBF) oraz European Grand Master i European Champion w kategorii Kobiet (EBL).
Ukończyła Universiteit van Amsterdam w dziedzinie psychologii. Pracuje jako Manager zarządzanie personelem TMG (Telegraaf Media Groep).
Jej partnerką brydżową jest Jet Pasman.

## Wyniki brydżowe

### Olimpiady
| Olimpiady brydżowe. Zawody teamów | Olimpiady brydżowe. Zawody teamów | Olimpiady brydżowe. Zawody teamów   | Olimpiady brydżowe. Zawody teamów | Olimpiady brydżowe. Zawody teamów | Olimpiady brydżowe. Zawody teamów |
| Rok                               | Miejsce                           | Zawody                              | Kategoria                         | Drużyna                           | Pozycja                           |
| --------------------------------- | --------------------------------- | ----------------------------------- | --------------------------------- | --------------------------------- | --------------------------------- |
| 2012                              | Lille                             | 2 Olimpiada Sportów Umysłowych      | Kobiety                           | Netherlands                       | 5                                 |
| 2008                              | Pekin                             | 1 Olimpiada Sportów Umysłowych      | Kobiety                           | Netherlands                       | 9                                 |
| 2004                              | Stambuł                           | 12 Olimpiada Teamów                 | Kobiety                           | Netherlands                       | 5                                 |
| 2002                              | Salt Lake City                    | 4 Mistrzostwa o Wielką Nagrodę MKOL | Kobiety                           | Netherlands                       | 3                                 |
| 2000                              | Lozanna                           | 3 Mistrzostwa o Wielką Nagrodę MKOL | Kobiety                           | Europe                            | 1                                 |
| 2000                              | Maastricht                        | 11 Olimpiada Brydżowa               | Kobiety                           | Netherlands                       | 5                                 |
| 1996                              | Rodos                             | 10 Olimpiada Teamów                 | Kobiety                           | Netherlands                       | 5                                 |
| 1988                              | Wenecja                           | 8 Olimpiada Teamów                  | Kobiety                           | Netherlands                       | 13                                |

### Zawody światowe
| Mistrzostwa Świata. Konkurencja teamów | Mistrzostwa Świata. Konkurencja teamów | Mistrzostwa Świata. Konkurencja teamów | Mistrzostwa Świata. Konkurencja teamów | Mistrzostwa Świata. Konkurencja teamów | Mistrzostwa Świata. Konkurencja teamów |
| Rok                                    | Miejsce                                | Zawody                                 | Kategoria                              | Drużyna                                | Pozycja                                |
| -------------------------------------- | -------------------------------------- | -------------------------------------- | -------------------------------------- | -------------------------------------- | -------------------------------------- |
| 2013                                   | Nusa Dua                               | 41. Mistrzostwa Świata Teamów          | Kobiety                                | Netherlands                            | 3                                      |
| 2011                                   | Veldhoven                              | 40 Mistrzostwa Świata Teamów           | Kobiety                                | Netherlands                            | 3                                      |
| 2010                                   | Filadelfia                             | 13 Seria Mistrzostw Świata             | Kobiety                                | Netherlands                            | 2                                      |
| 2007                                   | Szanghaj                               | 38 Mistrzostwa Świata Teamów           | Trans                                  | Dutch Ladies                           | 66                                     |
| 2007                                   | Szanghaj                               | 38 Mistrzostwa Świata Teamów           | Kobiety                                | Netherlands                            | 9                                      |
| 2006                                   | Werona                                 | 12 Mistrzostwa Świata                  | Kobiety                                | Netherlands                            | 9                                      |
| 2005                                   | Estoril                                | 37 Mistrzostwa Świata Teamów           | Kobiety                                | Netherlands                            | 3                                      |
| 2003                                   | Monte Carlo                            | 36 Mistrzostwa Świata Teamów           | Kobiety                                | Netherlands                            | 3                                      |
| 2002                                   | Montreal                               | 11 Mistrzostwa Świata                  | Kobiety                                | Vriend                                 | 4                                      |
| 2001                                   | Paryż                                  | 35 Mistrzostwa Świata Teamów           | Kobiety                                | Netherlands                            | 9                                      |
| 2000                                   | Southampton                            | 34 Mistrzostwa Świata Teamów           | Kobiety                                | Netherlands                            | 1                                      |
| 1998                                   | Lille                                  | 10 Mistrzostwa Świata                  | Kobiety                                | Franken                                | 9                                      |
| 1997                                   | Hammamet                               | 33 Mistrzostwa Świata Teamów           | Kobiety                                | Netherlands                            | 7                                      |
| 1994                                   | Albuquerque                            | 9 Mistrzostwa Świata                   | Kobiety                                | Pasman                                 | 5                                      |
| 1986                                   | Miami Beach                            | 7 Mistrzostwa Świata                   | Open                                   | Spek                                   | 19                                     |

| Mistrzostwa Świata. Konkurencja par | Mistrzostwa Świata. Konkurencja par | Mistrzostwa Świata. Konkurencja par | Mistrzostwa Świata. Konkurencja par | Mistrzostwa Świata. Konkurencja par | Mistrzostwa Świata. Konkurencja par |
| Rok                                 | Miejsce                             | Zawody                              | Kategoria                           | Partner                             | Pozycja                             |
| ----------------------------------- | ----------------------------------- | ----------------------------------- | ----------------------------------- | ----------------------------------- | ----------------------------------- |
| 2010                                | Filadelfia                          | 13 Mistrzostwa Świata               | Kobiety                             | Jet Pasman                          | 12                                  |
| 2006                                | Werona                              | 12 Mistrzostwa Świata               | Kobiety                             | Jet Pasman                          | 37                                  |
| 2002                                | Montreal                            | 11 Mistrzostwa Świata               | Kobiety                             | Jet Pasman                          | 23                                  |
| 2002                                | Montreal                            | 11 Mistrzostwa Świata               | Miksty                              | Louk Verhees Jr.                    | 45                                  |
| 1994                                | Albuquerque                         | 9 Mistrzostwa Świata                | Kobiety                             | Jet Pasman                          | 19                                  |
| 1986                                | Miami Beach                         | 7 Mistrzostwa Świata                | Kobiety                             | Jet Pasman                          | 4                                   |
| 1986                                | Miami Beach                         | 7 Mistrzostwa Świata                | Miksty                              | Kees Tamments                       | 10                                  |
| 1982                                | Biarritz                            | 6 Mistrzostwa Świata                | Miksty                              | Kees Tamments                       | 6                                   |

| Mistrzostwa Świata. Konkurencja indywidualna | Mistrzostwa Świata. Konkurencja indywidualna | Mistrzostwa Świata. Konkurencja indywidualna | Mistrzostwa Świata. Konkurencja indywidualna | Mistrzostwa Świata. Konkurencja indywidualna | Mistrzostwa Świata. Konkurencja indywidualna |
| Rok                                          | Miejsce                                      | Zawody                                       | Kategoria                                    | Pozycja                                      |                                              |
| -------------------------------------------- | -------------------------------------------- | -------------------------------------------- | -------------------------------------------- | -------------------------------------------- | -------------------------------------------- |
| 2004                                         | Werona                                       | 6 Indywidualne Mistrzostwa Świata            | Kobiety                                      | 27                                           |                                              |
| 2000                                         | Ateny                                        | 5 Indywidualne Mistrzostwa Świata            | Kobiety                                      | 7                                            |                                              |

### Zawody europejskie
| Zawody europejskie. Konkurencja teamów | Zawody europejskie. Konkurencja teamów | Zawody europejskie. Konkurencja teamów | Zawody europejskie. Konkurencja teamów | Zawody europejskie. Konkurencja teamów | Zawody europejskie. Konkurencja teamów |
| Rok                                    | Miejsce                                | Zawody                                 | Kategoria                              | Drużyna                                | Pozycja                                |
| -------------------------------------- | -------------------------------------- | -------------------------------------- | -------------------------------------- | -------------------------------------- | -------------------------------------- |
| 2013                                   | Ostenda                                | 6. Otwarte Mistrzostwa Europy          | Kobiety                                | Dutch Women                            | 3                                      |
| 2012                                   | Dublin                                 | 51. Mistrzostwa Europy Teamów          | Kobiety                                | Netherlands                            | 4                                      |
| 2011                                   | Poznań                                 | 5. Otwarte Mistrzostwa Europy          | Kobiety                                | Netherlands Women 1                    | 2                                      |
| 2010                                   | Ostenda                                | 50 Mistrzostwa Europy Teamów           | Kobiety                                | Netherlands                            | 2                                      |
| 2009                                   | San Remo                               | 4 Otwarte Mistrzostwa Europy           | Kobiety                                | Dutch Orange                           | 9                                      |
| 2008                                   | Pau                                    | 49 Mistrzostwa Europy Teamów           | Kobiety                                | Netherlands                            | 8                                      |
| 2007                                   | Antalya                                | 3 Otwarte Mistrzostwa Europy           | Kobiety                                | NL Women1                              | 1                                      |
| 2006                                   | Warszawa                               | 48 Mistrzostwa Europy Teamów           | Kobiety                                | Netherlands                            | 2                                      |
| 2005                                   | Teneryfa                               | 2 Otwarte Mistrzostwa Europy           | Miksty                                 | Pasman                                 | 17                                     |
| 2005                                   | Teneryfa                               | 2 Otwarte Mistrzostwa Europy           | Kobiety                                | Pasman                                 | 3                                      |
| 2004                                   | Malmö                                  | 47 Mistrzostwa Europy Teamów           | Kobiety                                | Netherlands                            | 2                                      |
| 2003                                   | Mentona                                | 1 Otwarte Mistrzostwa Europy           | Kobiety                                | Vriend                                 | 2                                      |
| 2002                                   | Salsomaggiore                          | 46 Mistrzostwa Europy Teamów           | Kobiety                                | Netherlands                            | 1                                      |
| 2001                                   | Teneryfa                               | 45 Mistrzostwa Europy Teamów           | Kobiety                                | Netherlands                            | 2                                      |
| 1999                                   | Malta                                  | 44 Mistrzostwa Europy Teamów           | Kobiety                                | Netherlands                            | 4                                      |
| 1997                                   | Montecatini                            | 43 Mistrzostwa Europy Teamów           | Kobiety                                | Netherlands                            | 5                                      |
| 1995                                   | Vilamoura                              | 42 Mistrzostwa Europy Teamów           | Kobiety                                | Netherlands                            | 12                                     |
| 1987                                   | Brighton                               | 38 Mistrzostwa Europy Teamów           | Kobiety                                | Netherlands                            | 4                                      |
| 1985                                   | Salsomaggiore                          | 37 Mistrzostwa Europy Teamów           | Kobiety                                | Netherlands                            | 4                                      |

| Zawody europejskie. Konkurencja par | Zawody europejskie. Konkurencja par | Zawody europejskie. Konkurencja par | Zawody europejskie. Konkurencja par | Zawody europejskie. Konkurencja par | Zawody europejskie. Konkurencja par |
| Rok                                 | Miejsce                             | Zawody                              | Kategoria                           | Partner                             | Pozycja                             |
| ----------------------------------- | ----------------------------------- | ----------------------------------- | ----------------------------------- | ----------------------------------- | ----------------------------------- |
| 2009                                | San Remo                            | 4 Otwarte Mistrzostwa Europy        | Kobiety                             | Jet Pasman                          | 27                                  |
| 2007                                | Antalya                             | 3 Otwarte Mistrzostwa Europy        | Kobiety                             | Jet Pasman                          | 15                                  |
| 2005                                | Teneryfa                            | 2 Otwarte Mistrzostwa Europy        | Kobiety                             | Jet Pasman                          | 44                                  |
| 2003                                | Mentona                             | 1 Otwarte Mistrzostwa Europy        | Kobiety                             | Jet Pasman                          | 18                                  |
| 2001                                | Teneryfa                            | 45 Mistrzostwa Europy Teamów        | Kobiety                             | Jet Pasman                          | 19                                  |
| 1999                                | Malta                               | 44 Mistrzostwa Europy Teamów        | Kobiety                             | Jet Pasman                          | 20                                  |
| 1997                                | Montecatini                         | 6 Mistrzostwa Europy Par Kobiet     | Kobiety                             | Jet Pasman                          | 21                                  |
| 1997                                | Haga                                | 9 Mistrzostwa Europy Par            | Open                                | Jet Pasman                          | 136                                 |
| 1995                                | Vilamoura                           | 42 Mistrzostwa Europy Teamów        | Kobiety                             | Jet Pasman                          | 12                                  |
| 1995                                | Rzym                                | 8 Mistrzostwa Europy Par            | Open                                | Jet Pasman                          | 124                                 |
| 1993                                | Mentona                             | 4 Mistrzostwa Europy Kobiet         | Kobiety                             | Jet Pasman                          | 17                                  |
| 1987                                | Paryż                               | 4 Mistrzostwa Europy Par            | Open                                | Jet Pasman                          | 145                                 |
| 1987                                | Brighton                            | 4 Mistrzostwa Europy Par            | Kobiety                             | Jet Pasman                          | 18                                  |